# Monisha Kaltenborn
Monisha Kaltenborn (geboren Monisha Narang, Dehradun, India, 10 mei 1971) is de Oostenrijkse voormalige teambaas van het Formule 1-team Sauber. Zij bekleedde de functie sinds oktober 2012 en was eigenaar van 33,3% van de aandelen van het team. Ze was ook de bestuursvoorzitter van het team sinds januari 2010. Ze was de eerste vrouwelijke teambaas in de Formule 1.
Op 21 juni 2017 gingen zij en het team uit elkaar.

## Biografie
Kaltenborn emigreerde naar Oostenrijk toen ze nog kind was en ze nam vervolgens ook de Oostenrijkse nationaliteit aan. Van 1990 tot 1995 studeerde ze rechten op de Universiteit van Wenen en voltooide daarna een masteropleiding in Internationale Rechten op de London School of Economics in 1996. Terwijl ze nog steeds in Wenen studeerde, werkte ze ook voor de United Nations Industrial Development Organization en de UN Commission for International Trade Law, en voor de voltooiing van haar studie werkte ze voor verschillende bedrijven: eerst in Stuttgart voor Gleiss Lutz; dan in Wenen bij Wolf & Theis en uiteindelijk voor de Fritz Kaiser Group in 1998–1999.
Tijdens deze stage was Kaiser een mede-eigenaar van het Formule 1-team Sauber (samen met de oprichter en teambaas Peter Sauber en Red Bull-eigenaar Dietrich Mateschitz), en Kaltenborn werd aangenomen om de juridische zaken op zich te nemen. In 2000 had Kaiser zijn aandelen al verkocht, maar Kaltenborn bleef aan bij het team als hoofd van de zakelijke afdeling. Vanaf 2001 was ze lid van het bestuur van Sauber en begin 2010, na de onafhankelijke terugkeer van het team na het vertrek van voormalig partner BMW, werd ze de CEO van Sauber Motorsport AG. Ze was ook betrokken bij de Commissie voor Vrouwen en Motorsport van de FIA, onder Michèle Mouton. In mei 2012 droeg Peter Sauber een derde van het team over aan Kaltenborn, waardoor zij mede-eigenaar werd van het team. In oktober van dat jaar stopte Sauber met het leiden van het team, waarbij hij Kaltenborn als nieuwe teambaas aanstelde.
In Stuttgart ontmoette ze Jens Kaltenborn, met wie ze later trouwde. Ze hebben samen twee kinderen en wonen in Küsnacht in Zwitserland, vlak bij de Sauber-fabriek in Hinwil.